# 陈东声
陈东声，中华人民共和国政治人物、外交官。
1988年，接替原焘，担任中华人民共和国驻玻利维亚大使。1990年，由谢汝茂接任。